# Yukoana cordiimpressa
Yukoana cordiimpressa là một loài bọ cánh cứng trong họ Elateridae. Loài này được Kishii miêu tả khoa học năm 1980.